# Aegopsis peruvianus
Aegopsis peruvianus är en skalbaggsart som beskrevs av Gilbert John Arrow 1941. Aegopsis peruvianus ingår i släktet Aegopsis och familjen Dynastidae. Inga underarter finns listade i Catalogue of Life.